# Аэрон
Аэрон (валл. Aeron) — малое бриттское королевство Древнего Севера, упоминаемое в «Y Gododdin». Местоположение королевства, предположительно, находится в районе реки Эйр, которая протекает на юго-западе Шотландии.
Королевство Аэрон упоминается в нескольких раннесредневековых валлийских текстах, таких как «Книга Талиесина» и «Книга Анейрина», а также в поэме «Y Gododdin». В «Книге Талиесина» говорится об Аэроне как о месте битвы, а также о связи с Аэроном правителя Регеда Уриена, названного «защитником» этого королевства. В двух других источниках рассказывается о нескольких бриттских военных вождях, участвовавших в битве при Катраете и происходивших из Аэрона. Наиболее известным из этих личностей являлся Кинан ап Клидно, названный одним из наиболее «выдающихся мужей», участвовавших в этом сражении.
Так как расположение королевства Аэрон на основе данных первичных исторических источников остаётся неясным, но гипотеза наиболее приемлемая современными учёными помещает его в Эйршир, область современной Шотландии. Во время постримского периода земли вдоль реки Эйр был частью Древнего Севера. Уильям Дж. Уотсон отметил сходство между топонимом «Аэрон» и современным «Эйр», предположив, что они оба могут быть основаны на имени из дохристианского божества Agronā (возможно, означает «Богиня смерти»).
Джон Моррис-Джонс также отметил это сходство, основываясь на том, что стихи в Книге Анейрина дают понять, что Аэрон располагался неподалёку от владений короля Регеда Уриена, названного его защитником. Кроме того, он отмечает, что в поздней поэзии Аэрон связан с «Clud», который он идентифицирует с замком Алт Клут (ныне город Дамбартон). Это предположение позволяет поместить месторасположение Аэрона на юго-западе Шотландии, однако Айфор Уильямс скептически относился к теории об идентификации «Clud» с шотландским Алт Клудом, отмечая, что подобные названия встречаются по всему Древнему Северу и Уэльсу. Тем не менее, он, в конечном счёте, пришёл к выводу, что «… ссылки в „Y Gododdin“ на Аэрон и то важное место, какое уделяется его правителю Гвенддолеу, является доводом в пользу идентификации Аэрона с Эйр». Уильямс и Рэйчел Бромвич отметили, что другое возможное расположение Аэрона — вдоль реки Эйр в Йоркшире, которая поставила бы его вблизи королевства Элмет.